# BB5.jp
BB5.jp（ビービーファイブ ドット ジェイピー）は、日本のアダルトゲームダウンロード販売サイトであった。14年以上の長きサービスを継続していたが、2017年6月23日12時にて閉鎖終了。

## 概要
2003年に雄図グループでゲーム情報サイト「GamelexGS」を運営していた株式会社ウェブレックスが開設した。当初は、ダウンロード販売でなくライセンスキーを内包したUSBポート差し込み型ドングル・遊遊key（ゆうゆうキー）の交付を受けたユーザーを対象にしたストリーミング配信型のサービスであったが、この方式は利便性の低さからユーザーに敬遠されほとんど普及せず、またディーオーやシーディーブロスなど雄図グループを構成するブランド各社の業績が著しく悪化したことから2004年6月に日本テレネットへ売却され、ダウンロード販売サイトとなった。
2006年、イーアンツより日本テレネットが1986年に発売した『夢幻戦士ヴァリス』の世界観を流用したアダルトゲーム『ヴァリスX』がBB5で販売される。しかし、日本テレネットも2007年10月に経営破綻したことからアイドルのイメージビデオなどを製作している日本メディアサプライが買収。さらに2010年、日本メディアサプライからMASTERUPに売却。2012年5月にMASTERUPから関連会社の株式会社EDGEに移行。株式会社EDGEとPCゲーム卸売の株式会社カーニバルとの合併により株式会社カーニバルに承継され現在に至る。
通常の会員登録以外に、@niftyやBIGLOBEの会員IDでも決済が可能。
2017年6月にBB5.jpのダウンロード販売業務は終了（BB5.jpのサイトも閉鎖）となるが、株式会社カーニバルの他業種（PCゲーム卸売、販売企画、販売促進等）は継続されている模様。

### DRM
遊遊keyのライセンス登録・サポートは2004年末を以て終了しており、当初はBB5.jp独自のDRMであるB-Launch（ビー・ローンチ）を使用している。但し、一部のタイトルではパルティオソフトが開発したソフト電池も使用されている。B-Launchのインストール・起動等についてはサイト内の解説を参照。2010年代以降の販売ソフトに対してはB-Launchの使用は全くなくなり、ソフト電池以外にも、シリアルキー発行＋インターネット認証形式の形式も採用されていくようになった。

## 取扱品目
サイトは以下の3カテゴリに分けられている。
- コンピュータソフトウェア倫理機構審査作品（EOCS R18）
- コンテンツ・ソフト協同組合他の審査作品（CSA+ R18）
- 全年齢向け作品（for ALL AGES）

同人ソフトは原則として取り扱っていないが、全年齢向け作品のカテゴリでは『ひぐらしのなく頃に』（07th Expansion）など例外的に販売されているタイトルも存在する。

## BB5学園夜間部
インターネットラジオ。日本メディアサプライ時代の2009年11月9日から2010年10月25日まで放送されていた。毎月第2・第4月曜日更新。バックナンバーはニコニコ動画及びzoomeでも配信されていた。

### パーソナリティ
- 加乃みるく
- 比嘉モエル
- 野ノ宮恋
- 東田大輔（日本メディアサプライ広報・プロデューサー）